# Joaquim Brangulí i Claramunt
Joaquim Brangulí i Claramunt (Barcelona, 1913-1991) fou un fotoperiodista català, fill del també fotògraf Josep Brangulí i Soler i germà de Xavier.
S'inicià en la fotografia de la mà del seu pare, ajudant-lo en els reportatges que realitzava per a l'Exposició Internacional de 1929. S'incorporà definitivament a la professió l'any 1932 amb el reportatge sobre la Volta Ciclista a Catalunya i amb col·laboracions a les revistes Catalunya Ràdio i els diaris El Diluvio i L'Instant, fins que va ser mobilitzat el març de 1938. Acabada la guerra va entrar a treballar al Diario de Barcelona fins a la seva jubilació l'any 1980. Amb els seus pare i germà, és enterrat al Cementiri del Poblenou (Dep. I, illa 3a, nínxol exterior 294).

## Fons personal
El fons personal de tota la saga Brangulí es conserva a l'Arxiu Nacional de Catalunya. La família Brangulí va conservar l'arxiu fotogràfic a la casa familiar del carrer Miquel dels Sants Oliver, en el barri dels periodistes construït a prop de la plaça Sanllehí i on també vivia el fotògraf Josep Maria Sagarra Plana. Donat que els Brangulí comercialitzaven el seu arxiu van establir un senzill sistema d'ordenació amb un fitxer d'explotació que permetia la localització ràpida de la imatge mitjançant uns primitius descriptors (onomàstics, toponímics i temàtics), classificats per ordre alfabètic i en castellà. Aquestes còpies en paper portaven un número correlatiu i assignat cronològicament i segons unes sèries establertes. D'altra banda, la major part dels negatius de vidre portaven la corresponent signatura en el seu sobre de paper cristall, el mateix número que apareixia en la còpia del fitxer. Els rodets de 35 mm. estaven agrupats temàtica i cronològicament. Va ser adquirit per compra segons contracte signat el 22 de desembre de 1992 entre el Conseller de Cultura de la Generalitat de Catalunya Joan Guitart i Agell i els hereus dels autors (Ferran Bargalló, Concepció Brangulí, Anna Maria Brangulí, Marta Brangulí, Xavier Brangulí, Pilar Cabré i Concepció Bargalló), i aplega tota la producció preservada i conservada a l'arxiu dels autors que aquests van realitzar durant els més de vuitanta anys en què van treballar. Els fotoperiodistes Brangulí permeten il·lustrar amb les seves imatges la vida i els canvis experimentats per la societat, la cultura, l'economia i la política catalana en un període cronològic molt ampli (1899-1980). La riquesa del fons i la seva qualitat i bon estat de conservació fan d'aquest un dels millors fons fotogràfics de l'arxiu.